# بوریس مالاگورسکی
بوریس مالاگورسکی (سیریلیک صربی: Борис Малагурски؛ انگلیسی: Boris Malagurski؛ زادهٔ ۱۱ اوت ۱۹۸۸) یک کارگردان، فیلم‌نامه‌نویس، تهیه‌کننده، مجری تلویزیون، روزنامه‌نگار و کنشگر سیاسی اهل صربستان و کانادا است. وی از سال ۲۰۰۵ میلادی تاکنون مشغول فعالیت بوده‌است.
او دانش‌آموختهٔ رشتهٔ فیلم‌سازی در دانشگاه بریتیش کلمبیا است.